# Moose Wilson Road
Moose Wilson Road è un census-designated place degli Stati Uniti d'America, situato nella Contea di Teton nello Stato del Wyoming. Nel censimento del 2000 la popolazione era di 1.439 abitanti.

## Geografia fisica
Secondo i rilevamenti dell'United States Census Bureau, la località di Moose Wilson Road si estende su una superficie di 17,9 km², dei quali 17,4 km² sono occupati da terre, mentre 0,5 km² sono occupati da acque.

## Popolazione
Secondo il censimento del 2000, a Moose Wilson Road vivevano 1.439 persone, ed erano presenti 351 gruppi familiari. La densità di popolazione era di 82,7 ab./km². Nel territorio comunale si trovavano 1.183 unità edificate. Per quanto riguarda la composizione etnica degli abitanti, il 96,94% era bianco, lo 0,21% era afroamericano, lo 0,28% nativo, lo 0,35% proveniva dall'Asia, l'1,18% apparteneva ad altre razze e l'1,04% a due o più. La popolazione di ogni razza ispanica corrispondeva al 2,02% degli abitanti.
Per quanto riguarda la suddivisione della popolazione in fasce d'età, il 19,1% era al di sotto dei 18, il 6,5% fra i 18 e i 24, il 34,3% fra i 25 e i 44, il 32,7% fra i 45 e i 64, mentre infine il 7,4% era al di sopra dei 65 anni di età. L'età media della popolazione era di 39 anni. Per ogni 100 donne residenti vivevano 111,9 uomini.